# Fransmyrtjärnen
Fransmyrtjärnen är en sjö i Sollefteå kommun i Ångermanland och ingår i Ångermanälvens huvudavrinningsområde. Fransmyrtjärnen ligger i Fransmyran Natura 2000-område.